# Reformele lui Atatürk

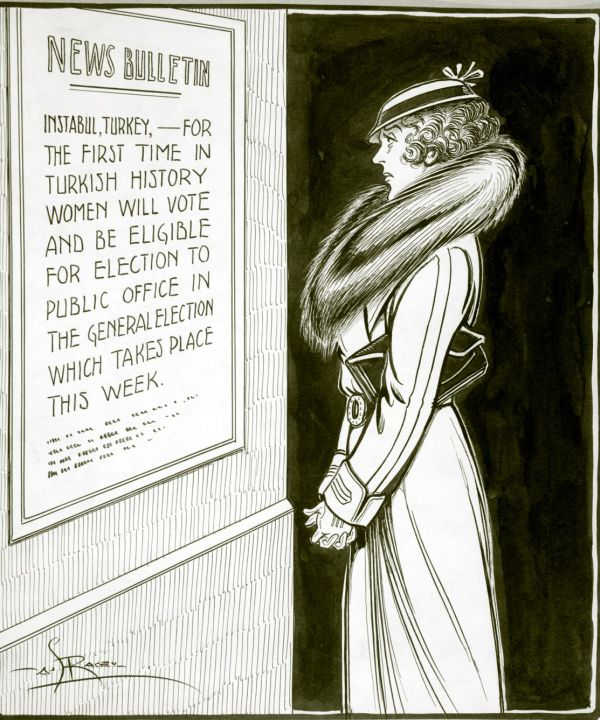
Cartoon politică canadiană a unei femei din Québec citește un semn care citește:
"Buletinul de știri: pentru prima dată în istoria turcilor femeile vor vota și vor fi eligibile pentru funcția publică în alegerile generale care au loc săptămâna aceasta".
Femeilor li sa acordat dreptul de a vota în Turcia în 1930, dar dreptul de vot nu a fost extins la femei în alegerile provinciale din Québec până în 1940.

Reformele lui Atatürk (în limba turcă: Atatürk Devrimleri) au fost reprezentate de o serie de măsuri politice, juridice, culturale, sociale și economice care au avut ca scop modernizarea noii Republici Turce și transformarea ei într-un stat național, democrat și  secular. Aceste reforme au fost aplicate sub conducerea lui Mustafa Kemal Atatürk, în conformitate cu ideologia care îi poartă numele.
Mișcarea reformatoare a început cu modernizarea constituției, prin promulgarea noii legi fundamentale în 1924, și a continuat cu promulgarea unor legi de inspirație europeană, adaptate la nevoile noii republici. Au urmat secularizarea și modernizarea administrației publice și a sistemului de învățământ. Ca parte a reformelor a fost promovată dezvoltarea industriei, fiind folosite, în acest scop, mijloace precum ar fi înființarea întreprinderilor și băncilor de stat. Esența acestor reforme era credința conform căreia societatea turcă trebuie să se occidentalizeze atât din punct de vedere politic, cât și din punct de vedere cultural, aceasta fiind singura șansă pentru modernizare

## Reformele politice
Vedeți și: Politica Turciei

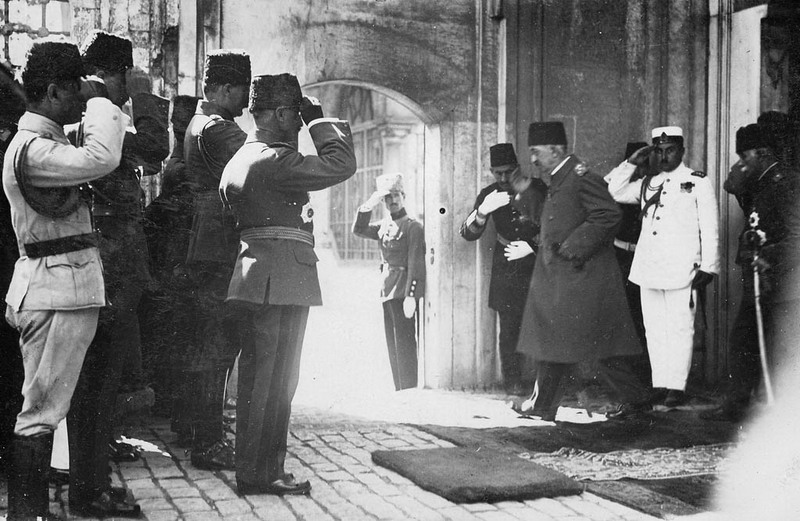
Plecarea ultimului sultan al Imperiului Otoman, Mehmed al VI-lea, 1922

Imperiul Otoman a existat, din punct de vedere legal, până în momentul în care a fost proclamată republica și, odată cu el, au mai supraviețuit până în acest ultim moment și moștenirea sa religioasă și a autorității dinastice. Dinastia otomană a fost abolită de guvernul de la Ankara, dar simbolurile, cultura și tradițiile au rămas active în rândul oamenilor de rând (și mult mai puțin în rândul elitelor). Reformele politice ale lui Atatürk au vizat o serie de schimbări ale unor instituții fundamentale și ale tradițiilor pomenite mai înainte, cât și un program de reforme politice plănuit cu grijă, menite să descâlcească sistemul complex care se dezvoltase în Turcia pe parcursul a mai multor secole.
Reformele nu au vizat doar reorganizarea instituțiilor societății turce, dar și redefinirea valorilor politice și sociale ale statului. Această ideologie a statului secular a primit numele de „Kemalism” și ea este baza statului democratic turc contemporan.
Încă din momentul fondării republicii, forțele armate turce s-au autoproclamat drept gardieni ai Kemalismului și, din acest motiv, au intervenit în politica turcă în mai multe rânduri, inclusiv prin lovituri de stat, pentru răsturnarea unor guverne civile. Acțiunea armatei poate fi considerată drept antidemocratică, dar autoritățile militare și seculare au justificat-o prin nevoia păstrării direcției de dezvoltare a țării impusă încă de la fondarea republicii, cât și prin faptul că cele mai multe reforme au fost puse în practică în perioada interbelică, când 16,9% din populația țării era încadrată în armată (față de numai 3% în prezent) .

### Fondarea republicii

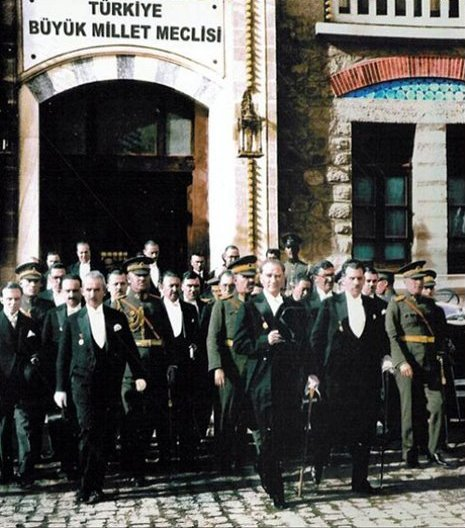
Președintele Mustafa Kemal Atatürk părăsind parlamentul din Ankara. În stânga fotografiei apare premierul din acea vreme, İsmet İnönü.

Cele mai importante reforme au permis națiunii turce să-și exercite suveranitatea populară prin intermediul democrației reprezentative. Aceasta a implicat dizolvarea a două instituții care guvernau suveranitatea populară până atunci: Dinastia Otomană (1 noiembrie 1922) și Califatul (3 martie 1924). După desființarea califatului, sultanul și familia sau au fost declarați personae non gratae și mai apoi exilați. 
Aceste instituții tradiționale au fost înlocuite de Republica Turcă  (Türkiye Cumhuriyeti),  proclamată la 29 octombrie 1923 de către Marea Adunare Națională și, mai apoi, prin adoptarea unei noi constituții în 1924. Sistemul bicameral al Imperiului Otoman (compus din Camera Suprioară a vizirilor numiți de sultan și Camera Inferioară a Deputaților, aleși printr-un sistem electoral cu două trepte) a fost desființat. De fapt, Parlamentul otoman încetase să mai funcționeze încă din 1920, după  ocuparea Istanbulului de către Aliați și înființarea, în același an, a Marii Adunări Naționale la Ankara. Noul sistem, care acorda prioritate independenței naționale și suveranității poporului, a înființat și funcțiile de prim-ministru și de președinte, plasând puterea în mâinile deputaților parlamentului unicameral, Marea Adunare Națională. Deputații erau aleși prin alegeri directe, utilizând sistemul reprezentării proporționale. 
Proclamarea republicii nu a însemnat sfârșitul reformei. Atatürk și susținătorii săi au continuat să militeze în ședințele legislativului pentru a lungă serie de reforme fundamentale. 
Implicarea directă a executivului la acest nivel al procesului legislativ poate părea contrar spiritului, dacă nu chiar și literei noii constituții, conceptului separării puterilor dintr-o democrație reprezentativă, dar, în epocă, a fost explicată prin legitimarea ei de către uriașul sprijin popular de care se bucurau liderii republicii. La nivel legislativ, intervenția executivului părea justificată de tinerețea sistemului democratic turc.

### Secularism
Vedeți și: Secularismul în Turcia
Proclamarea suveranității poporului a implicat confruntarea cu tradiții vechi de mai multe secole. Procesul de reforme a devenit, astfel, o luptă dintre progresiști și conservatori. Pe de-o parte, se aflau Atatürk și elita liberală care îl susținea, iar pe de alta, marea masă a populației, conservatoare și cu un nivel de educație foarte scăzut. 
Una dintre schimbările principale a vizat desființarea sistemului milleturilor, de clasificare religioaso-etnică din Imperiul Otoman. Membrii fiecărui millet s-au bucurat în Imperiul Otoman de un anumit grad de autonomie, având propria conducere, colectându-și propriile taxe și trăind în conformitate  propriul sistem religios și cultural. Sistemul kemalist de reforme desființa sistemul milleturilor otomane. Acest sistem a fost înlocuit de autoritatea comună seculară. Numeroase comunități religioase nu au reușit să se adapteze noului regim. Situația a fost agravată de emigrație și sărăcirea datorată condițiilor economice dificile de după cucerirea independenței, ca și de prăbușirea sistemului spitalelor și școlilor subvenționate de comunitățile religioase cu bani proprii. 
Secularismul kemalist nu poate fi considerat antiteism sau antiislamic. De fapt, statul kemalist a sprijinit islamul, după cum o demonstrează înființarea instituției numite Președinția Afacerilor Religioase (Diyanet İșleri Bașkanlığı), concepută să gestioneze toate problemele legate de „credințe, serviciul divin și etica islamului, să lumineze publicul în legătură cu religia lui și să administreze locurile sfinte de închinăciune”. Guvernul turc  a proclamat egalitatea dintre religii și libera exercitare a acestora pentru toți cetățenii turci în spațiile lor private, aceste drepturi fiind universal apărate de republică. Statul apăra libertatea religiei, dar, în același timp, se declara liber de orice influență religioasă. Pe de altă parte, ideologia kemalistă a considerat că influența religiei poate diminua capacitatea guvernului de a guverna în așa fel încât să-și trateze cetățenii în mod egal. 
Aceste schimbări au fost semnificative atât din punct de vedere conceptual, cât și cultural. Sistemul de învățământ religios a fost înlocuit, la 3 martie 1924, de sistemul public național de învățământ. Instituția califatului, care fusese înființată încă în 1517, a fost abolită în aceeași zi. Tribunalele islamice și tribunalele canonice islamice au fost desființate, locul lor fiind luat de o structură juridică  bazată pe Codul Civil elvețian. 

## Reformele sociale
Reformele kemaliste au produs schimbări sociale majore în sistemul educațional, prin înființarea sistemului de învățământ public și prin acordarea dreptului de vot femeilor. Încercările făcute pentru schimbarea sistemului feudal (Ağalık) au fost primite cu mai puțin entuziasm. Anumite instituții sociale au continuat să aibă componente religioase și au păstrat o mare influență asupra vieții publice. 

### Însemnele religioase

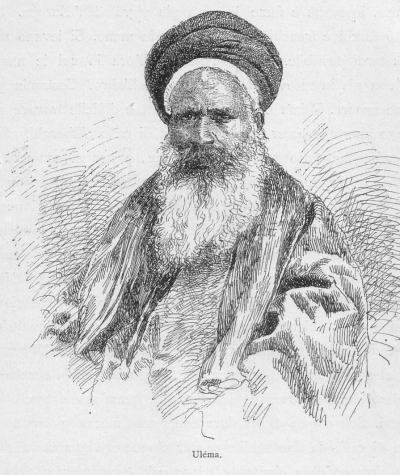
O ulema cu capul acoperit cu un turban specific. Turbanul nu a mai putut fi purtat după legea din 1925

Imperiul Otoman avea un sistem social bazat pe afiliația religioasă și obiecte de îmbrăcăminte determinate din punct de vedere religios pentru toate funcțiile sociale. Era considerat normal ca fiecare persoană să poarte doar hainele care o identificau cu grupul religios căruia îi aparținea. În plus, fiecare persoană purta capul acoperit cu un obiect care îl distingea funcție de rang, profesiune, același pe toată întinderea imperiului. Turbanul, fesul boneta sau alte tipuri de acoperământ de cap trădau sexul, rangul sau profesiunea, cât și statutul de militar sau civil. Diversitatea de obiecte de îmbrăcăminte era strict reglementată de legi speciale începând cu domnia lui Suleiman Magnificul. Sultanul Mahmud al II-lea a urmat exemplul lui Petru cel Mare și a modernizat imperiul impunând, în 1826, un cod al hainelor. Punctul de vedere kemalist a fost impus la fel ca în cazul reformelor lui Petru cel Mare sau ale sultanului Mahmud al II-lea prin introducerea prin decret a unor reguli noi și interzicerea obiceiurilor vechi. Se propuneau schimbări sociale  prin prezența puternică a secularismului și îndepărtarea valorilor culturale tradiționale, printre care se aflau și obiectele de îmbrăcăminte de factură religioasă. Noul „Cod al îmbrăcămintei” a permis îndepărtarea unor valori tradiționale puternice din societatea turcă. 
Kemaliștii defineau o persoană necivilizată  (neștiințifică) ca pe una care se cantona într-un tărâm al superstițiilor. Ulemalele erau un grup neștiințific, care acționau în conformitate cu superstițiile vechi de secole. La 25 februarie 1925, parlamentul turc a votat o lege care stabilea că religia nu poate fi folosită ca o unealtă în politică. Problema care s-a pus în momentul promulgării legii era dacă o asemenea reglementare poate fi pusă în practică într-o țară în care categoria oamenilor învățați era dominată de ulemale. Ideologia kemalistă a declarat război deschis superstițiilor, interzicând practicile ulemalelor și promovând occidentalizarea, „calea civilizată”, și promovând activitatea juriștilor, profesorilor și doctorilor. Interzicerea activității ulemalelor a fost făcută și prin noul cod al îmbrăcămintei. Obiectivul reformei era scăderea uriașei influențe de care se bucurau ulemalele asupra vieții politice prin îndepărtarea lor din arena vieții publice. Kemaliștii s-au aflat, în acest moment, în primejdie să fie percepuți ca fiind antireligioși. Kemaliștii s-au apărat declarând că islamul consideră toate formele de superstiții ca neavând nicio legătură cu religia. Imperiul Otoman oferise o mare putere ulemalelor, instituțiile seculare fiind subordonate celor religioase. Ulemalele erau reprezentative pentru pietatea religioasă și de aceea le fusese acordată o mare putere asupra afacerilor statului. Noii lideri ai Turciei au proclamat că „statul va fi condus de pozitivism, nu de superstiții”. Un bun exemplu îl constituia medicina. Kemaliștii doreau să scape de vechile obiceiuri, care recomandau folosirea leacurilor din plante, poțiunilor și terapiei religioase în cazul bolilor mintale, toate practicate de  ulemale. Noile autorități i-au marginalizat pe cei care foloseau leacuri din plante, poțiuni și balsamuri  și au instituit pedepse împotriva persoanelor religioase care pretindeau că pot vindeca prin puterea rugăciunii. La 1 septembrie 1925, a fost convocat primul Congres medical turc. Semnificativ este faptul că acest congres a avut loc la doar patru zile după ce Mustafa Kemal a fost văzut la Inebolu purtând o pălărie modernă și la doar o zi după discursul acestuia de la Kastamonu. 
Au fost introduse, treptat, măsuri legislative care eliminau obligativitatea folosirii articolelor de îmbrăcăminte religioase ca și alte semne ale afilierii religioase. Începând cu anul 1923, o serie de legi au limitat, în mod progresiv, folosirea unor elemente tradiționale de îmbrăcăminte. Mustafa Kemal a impus, mai întâi funcționarilor publici, obligativitatea renunțării la hainele de inspirație religioasă. De-a lungul vieții lui Mustafa Kemal au fost stabilite mai multe linii directoare cu privire la veșmintele recomandate studenților și angajaților statului. După cea mai mare parte a funcționarilor statului, care erau, în general, persoane bine educate, au adoptat pălăria, reformele au continuat prin „legea pălăriei” din 1925, care a introdus folosirea pălăriilor de tip occidental în detrimentul fesului. Noua legislație nu a interzis în mod explicit vălurile și baticurile femeilor, ci s-a concentrat, în special, pe interzicerea fesurilor și turbanelor la bărbați. 
O altă lege care privea controlul asupra articolelor de îmbrăcăminte a fost emisă în 1934, care a interzis hainele croite conform canoanelor religioase, precum vălul sau turbanul, și care a promovat, în mod activ, îmbrăcămintea de tip occidental.

### Mănăstirile și chiliile dervișilor
Schimbările sociale au atins și structurile sociale religioase vechi de mai multe secole, care erau puternic înrădăcinate în societatea turcă. Abolirea califatului a abolit și cea mai înaltă poziție religios-politică de la nivelul conducerii statului, dar a lăsat neatinsă frățiile musulmane (asociații ale credincioșilor musulmani destinate diferitelor scopuri), care funcționaseră sub patronajul mănăstirilor și chiliilor dervișlor, adică a structurii oficiale înființate ca o extensie a puterii politice în societate. Prin emiterea legii legate de mănăstiri și chiliile dervișilor, aceste instituții au devenit ilegale. 

### Drepturile femeilor

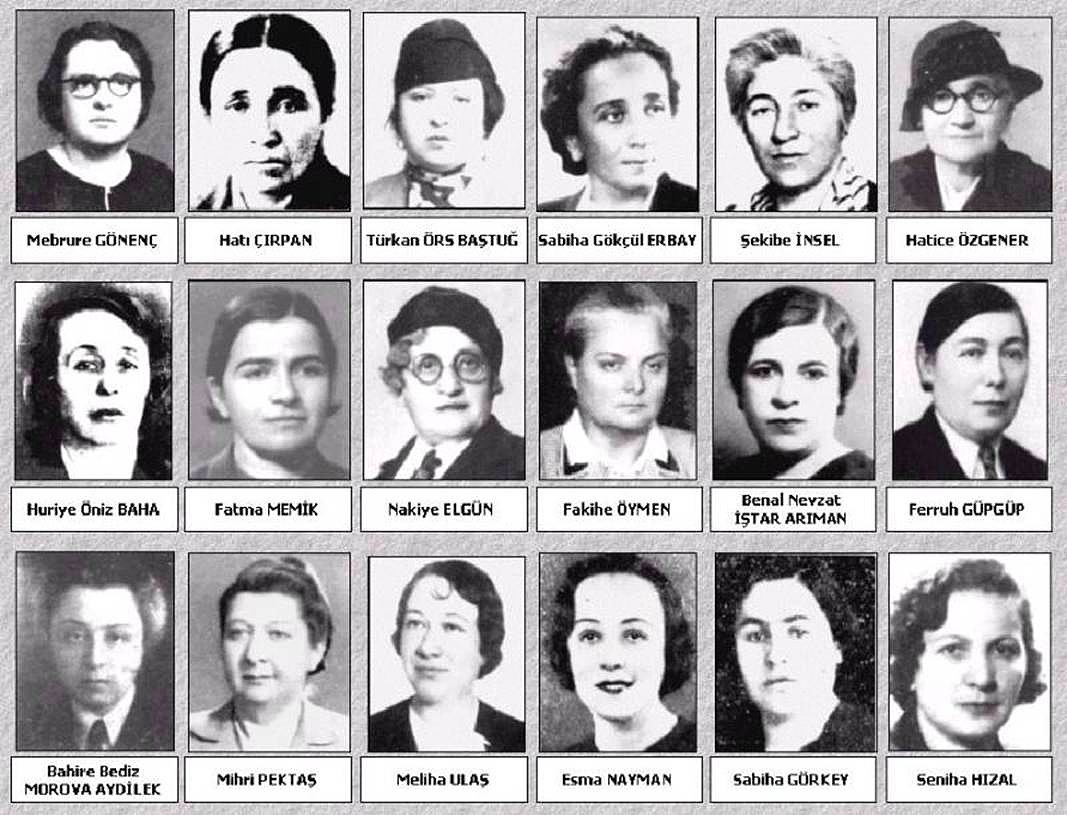
Cele 18 femei-deputat care și-au obținut mandatul după Alegerile generale din 1935, într-o perioadă în care femeile nu aveau dreptul la vot într-un număr semnificativ de țări europene

Reformele Codului Civil turc, inclusiv cele care vizau dreptul femeilor la vot, erau „un progres nu doar în cadrul lumii islamice, dar de asemenea și în lumea occidentală”.
Egalitatea juridică indiferent de sex a fost instituționalizată între 1926 – 1934, prin schimbarea a numeroase legi și reglementări. Femeilor li s-au asigurat, pentru prima oară, numeroase drepturi,  inclusiv dreptul la vot. 
Militanții pentru drepturile femeilor turce au adoptat o strategie diferită de cea din alte țări. În loc să militeze direct pentru drepturile de bază și egalitate, ai au ales să promoveze și să dezvolte reformele kemaliste, dedicate valorilor seculare și egalității pentru toți, inclusiv ale femeilor
Turcoaicelor li s-a permis să decidă dacă își acoperă sau nu capul. În ciuda acestei libertăți îndelung așteptate, numeroase femei, în special cele mai în vârstă, au continuat să-și acopere capul. Georgia Scott, o ziaristă americană, care a petrecut un an studiind obiectele folosite de femei pentru acoperirea capului în Turcia, nota diferențele dintre generații: 
„Mama și bunica mea se acoperă în fiecare zi. Ele nu pot să iasă din casă și să simtă aerul, sau să meargă pe un vapor și să simtă ceața. Mama încă se acoperă. Urăsc asta și nu vreau să-mi placă vreodată”..

## Reformele juridice
Vedeți și: Constituția Turciei

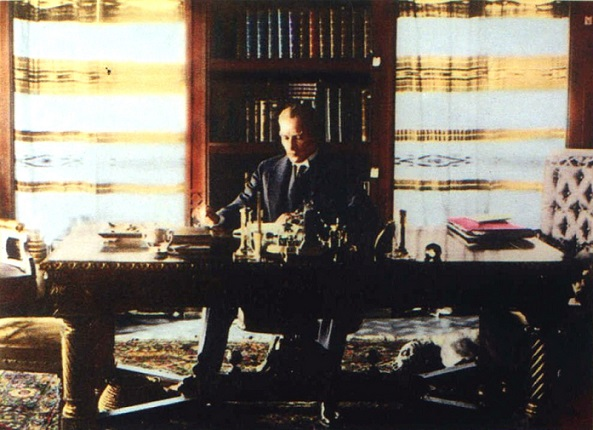
Atatürk la biblioteca reședinței oficiale a președintelui din Ankara

Imperiul Otoman era un imperiu religios, în care fiecare comunicate religioasă se bucura de o largă autonomie – sistemul milleturilor. Fiecare millet avea un sistem de autoguvernare bazat pe propriile legi religioase – Sharia pentru musulmani, legea canonică creștină catolică sau ortodoxă sau Halakha evreiască.

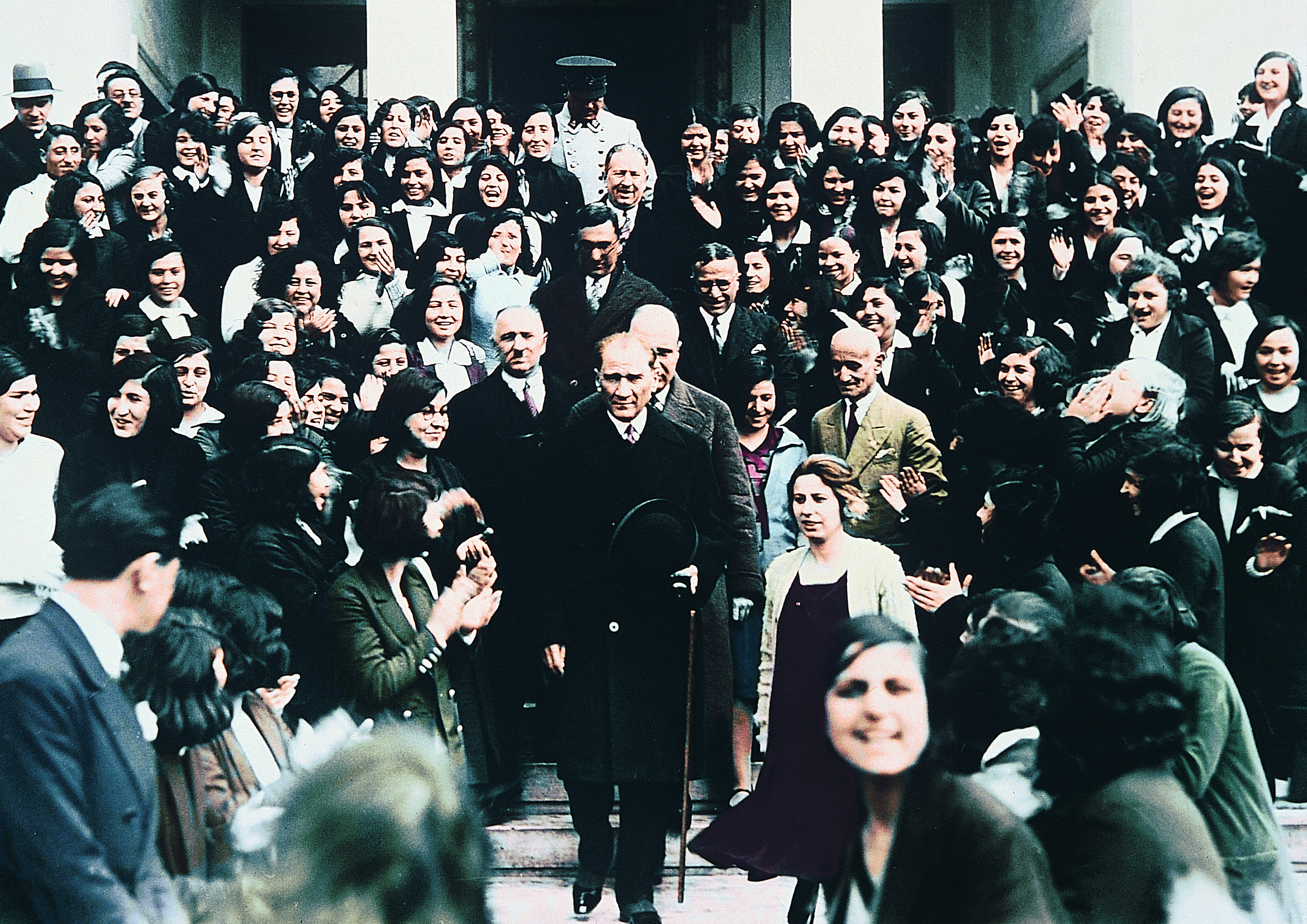
Atatürk la Liceul de fete din Izmir (1 februarie 1931)

Cele mai importante reforme ale justiției instituite de Mustafa Kemal au inclus o nouă constituție, care a prevăzut o separare totală a afacerilor statului de cele religioase, înlocuirea curților islamice de justiție și legii canonice islamice cu un cod civil secular, bazat pe un model elvețian, și un cod penal, bazat pe modelul italian. (1924 – 1937). Reformele au instituit egalitatea legală și drepturi politice complete pentru ambele sexe, la 5 decembrie 1934, cu mult timp înainte de introducerea sufragiului universal în alte națiuni europene. 
În 1920, ca și azi, de fapt, legea islamică nu a conținut prevederi care să reglementeze relațiile diverse ale „instituțiilor politice” și a „tranzacțiilor comerciale” . Imperiul Otoman s-a dizolvat nu doar datorită unui sistem depășit, dar și datorită faptului că tradițiile sale nu erau compatibile cu condițiile timpurilor moderne. De exemplu, regulile cu privire la „cazurile criminale” guvernate de legile islamice erau inoperante în anumite situații. Începând cu secolul al XIX-lea, codurile islamice otomane și prevederile legale erau, în general, impracticabile în rezolvarea conceptului unui sistem social. Milleturile nemusulmane, influențate de Iluminismul european, au modernizat legea canonică creștină. Legile islamică și creștină au ajuns să fie profund diferite. Poligamia, care fusese permisă de codul civil islamic, a fost interzisă de reformele lui Atatürk's reforms. În codul civil islamic turc au fost mii de articole care nu erau folosite datorită inaplicabilității sale. 
Se poate considera că reformele juridice ale lui Kemal au pus punct unei istorii a eșecurilor de modernizare a Imperiului Otoman. Imperiul Otoman a încercat să modernizeze codul civil prin Hatt-i Sherif-ul din 1839. Atunci, sultanul Abdul-Medjid a încercat să pună capăt confuziei din sfera judiciară prin acordarea egalității juridice pentru toți cetățenii. În 1841, a fost conceput un nou cod penal. În momentul în care Imperiul Otoman s-a dizolvat, nu existau încă o legislație a familiei și relațiilor dintre soți . Conceperea unei legislații a familiei și relațiilor dintre soți a avut loc de-abia după venirea la putere a kemaliștilor.

## Reformele învățământului

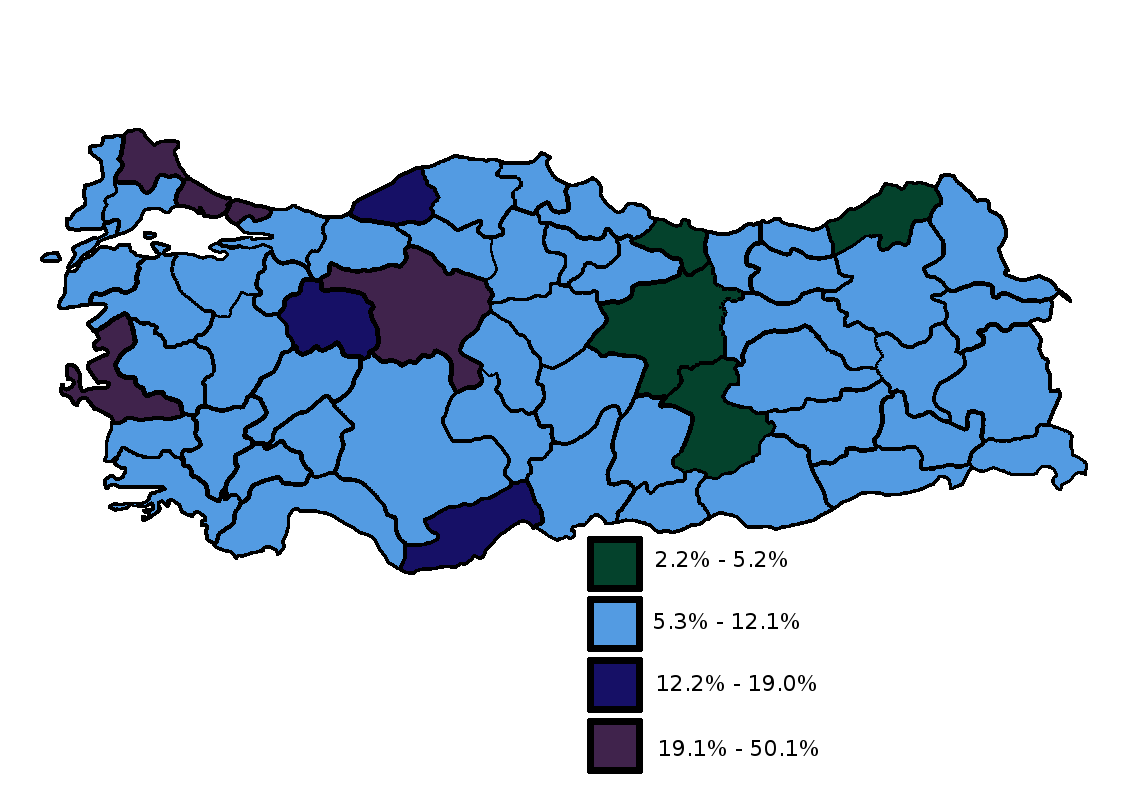
știința de carte a populației turce în 1924

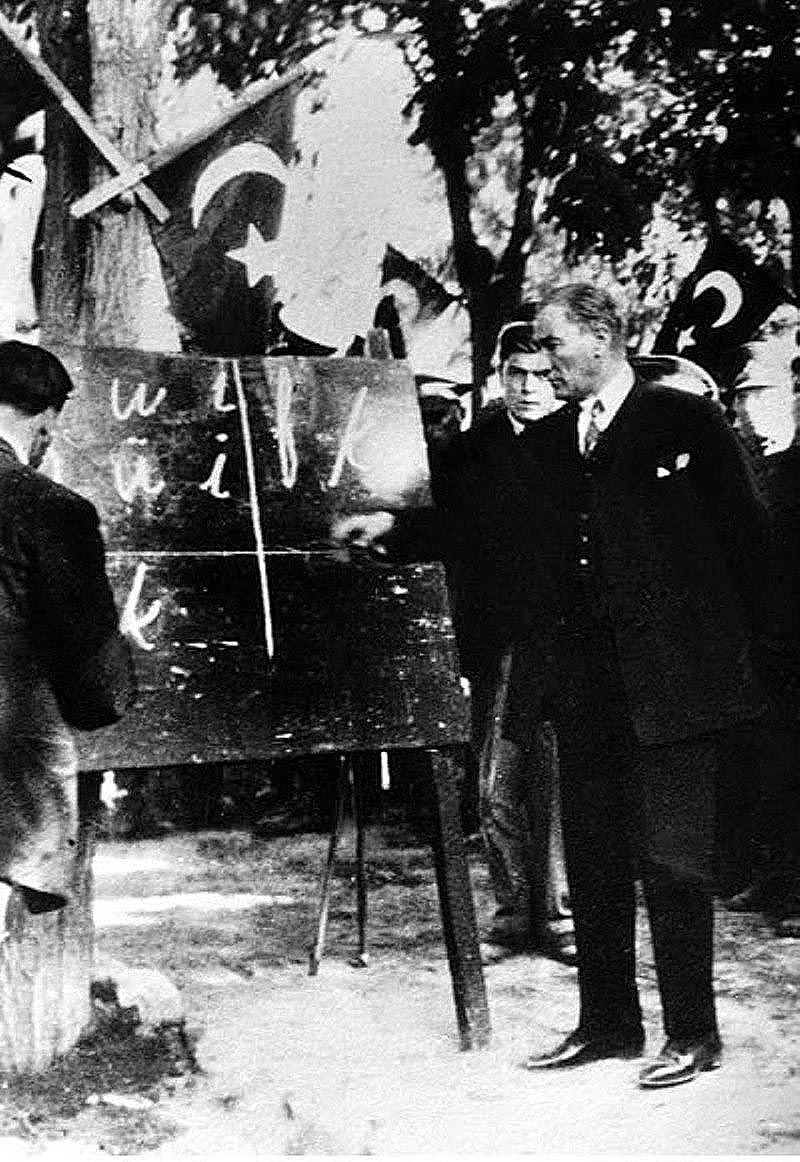
Atatürk prezentând noul alfabet turc în orașul anatolian Sivas, 20 septembrie 1928

Reformele învățământului au fost combinate cu deschiderea unei rețele de „case ale poporului” în întreaga țară și introducerea unui nou alfabet (1929). Efectul acestor reforme în ceea ce privește scăderea analfabetismului nu a fost însă atât de rapid pe cât s-a sperat la început. 
Reformele în domeniul educației au fost sprijinite și prin întărirea sectorului privat editorial cu o nouă lege a drepturilor de autor și convocarea unor congrese pentru problemele drepturilor de autor, educației publice și publicațiilor științifice. 

### Unificarea sistemului educațional
Unificarea sistemului educațional a avut două caracteristici importante. Prima a fost democratizarea, iar cea de-a doua a fost secularismul sistemului educațional. Legea „Unificării sistemului educațional” a introdus trei noi reglementări. Mai întâi, medresele și școlile administrate de fundații particulare sau de Directoratul Afacerilor Religioase au fost trecute în subordinea Ministerului Educației Naționale. Mai apoi, banii alocați medreselor și școlilor, prin fondurile Directoratului Afacerilor Religioase, au fost transferate la bugetul național. Ultima măsură a obligat Ministerul Educației Publice să deschidă o facultate pentru pregătirea experților religioși cu pregătire superioară și scoli de grad mediu pentru pregătirea imamilor și hatibilor. 
Odată cu unificarea sistemului educațional s-a trecut și la închiderea universităților de modă veche și un amplu program de transfer științific de amploare din Europa. Universitatea din Istanbul, una dintre pietrele de temelie ale instituțiilor de învățământ turce, a invitat să predea oameni de știință germani și austrieci pe care regimul nazist al celui de-al Treilea Reich îi considerase indezirabili din punct de vedere politic sau rasial. Această decizie politică a fost acceptată ca fiind soluția pentru crearea nucleului științific al Turciei moderne. Reformele au vizat întreruperea dependenței de știință și tehnologia occidentală .

### Reformele lingvistice
Pe 1 noiembrie 1928, „Comisia lingvistică” a introdus, la inițiativa lui Atatürk, noul alfabet turc, care l-a înlocuit pe cel arab. Adoptarea alfabetului latin și eliminarea cuvintelor împrumutate din alte limbi au fost unele dintre capitolele importante ale programului de modernizare al lui Mustafa Kemal .
Renunțarea la alfabetul arab a fost justificată prin incompatibilitatea cu fonologia turcă, care avea nevoie de un set de simboluri care să permită reprezentarea sus-numitelor sunete.. Alfabetul otoman persano-arab era abjad (sistem în care sunt reprezentate doar consoanele, cititorul trebuind să aprecieze care sunt vocalele potrivite), fiind prea ambiguu pentru limba turcă, deoarece vocalele sunt mult mai importante pentru aceasta decât pentru limba arabă. Unul dintre exemplele cel mai cunoscute ale problemelor pe care le putea genera alfabetul arab este fraza محمد پاشا اولدو, care poate fi citită Mehmet Pașa oldu (Muhmed a devenit pașă) sau Mehmet Pașa öldü (Mehmed Pașa a murit).  Scriitorii otomani au trebuit să găsească soluția pentru asemenea ambiguități prin folosirea unor circumlocuțiuni, de obicei, preluate din limbile persană sau arabă. 
Abandonarea alfabetului arab nu a fost doar o expresie simbolică a secularizării statului prin ruperea legăturilor cu textele islamice otomane, la care aveau acces doar un grup restrâns de ulemale, dar alfabetul latin a făcut ca rata alfabetizării să crească. 
Adaptarea vocabularului tehnic a fost un alt pas spre modernizare. Cuvintele tehnice au fost adaptate, autohtonizate și simplificare, astfel încât să fie înțelese de toți vorbitorii de turcă. De exemplu, cuvântul turcesc „bilgisayar” (bilgi = „informație”, sayar = „calculator") este folosit pentru desemnarea „computerului”.
O altă latură importantă a reformelor lui Atatürk a reprezentat-o accentul pus pe studiul limbii și a istoriei turce. Pentru atingerea acestor obiective, au fost înființate, în 1931 – 1932, Asociația Limbii Turce și Societatea Turcă de Istorie.

## Reformele economice
Reformele economice au inclus înființarea în toată țară a unui mare număr de fabrici și de ferme agricole controlate de stat. Numeroase dintre ele s-au transformat de-a lungul timpului în întreprinderi de succes, care au fost privatizate în ultimele decenii ale secolului al XX-lea. 
Atatürk a considerat că dezvoltarea transportului feroviar este un alt pas important pe drumul industrializării și dezvoltării țării. În 1927, el a înființat Căile Ferate de Stat ale Republicii Turcia. Această companie de stat a reușit într-o perioadă foarte scurtă să dezvolte o rețea întinsă de căi ferate . 

## Apreciere critică
Reformele au fost ghidate de progresul științific și educațional, fiind bazate pe principiile pozitivismului și raționalismului Iluminist Membrii Partidului Republican al Poporului, cei mai mulți absolvenți ai „școlilor moderne” înființate în epoca Tanzimatului, au aplicat reforme inspirate de modelele occidentale în toate sectoarele guvernării

### Eficiența reformelor
Au existat persoane în epocă care au considerat că ritmul schimbărilor în timpul regimului lui Kemal era prea rapid și că, în graba pentru modernizarea Turciei, au fost distruse tradiții vechi de secole. Cu toate acestea, se poate aprecia că marea majoritate a populației a acceptat fără mare greutate reformele, deși unele dintre ele pot fi considerate ca expresie doar a intereselor elitelor urbane, care nu coincideau cu interesele țăranilor analfabeți și cu sentimentele religioase și normele tradiționale mult mai puternice.
Cea mai controversată reformă a fost, probabil, cea în domeniul religios. Politica secularismului de stat, a „neutralității active”, a întâlnit opoziția unui mare număr de turci, atât în epocă, cât și mai târziu, fiind generatoare de tensiuni sociale și politice până în zilele noastre. Orice încercare a politicului de schimbare a orientării secularii a statului poate genera o reacție a forțelor armate, care s-au considerat tot timpul drept principalul și cel mai credincios gardian al secularismului. Drept exemplu, este considerat răsturnarea de către armată, în 1960,  a premierului Adnan Menderes.. Premierul și doi din miniștrii cabinetului său au fost spânzurați, după ce au fost judecați de un tribunal militar. Ei nu au fost condamnați, însă, pentru acțiuni care să fi pus în primejdie caracterul secular al statului. E adevărat că Menderes a relaxat unele restricții privind religia, dar, pe de altă parte, el a interzis și partidul milleturilor, care era ultraislamist. 

### Reformă și revoluție
„Atatürk Devrimleri”, numele sub care sunt cunoscute reformele lui Mustafa Kemal în Turcia, se traduce efectiv prin „Revoluția lui Atatürk”. Motivul este simplu: modificările au fost prea profunde pentru a fi descrise doar ca „reforme”. De asemenea, această denumire reflectă credința conform căreia schimbările care au avut loc în perioada monopartitismului în Turcia au ținut mai mult de atitudinea elitei progresiste a țării, decât de cea a marii mase a populației obișnuită cu stabilitatea otomană, ca și convingerea că asemenea schimbări nu ar fi fost posibile în cazul unei guvernări multipartite. 